# قاسم جومارت توقاييف
قاسم جومارت كيميلوفيتش توقايف (بالقازاقية: قاسم جومارت كيميل أولي توقايف، (17 مايو 1953 -) رئيس جمهورية كازاخستان (من 20 مارس 2019)، وهو دكتور في العلوم السياسية، وشغل منصب رئيس وزراء كازاخستان في الفترة (1999-2002)، وكذلك منصب رئيس مجلس الشيوخ لبرلمان جمهورية كازاخستان (من 16 أكتوبر 2013). مواليد مدينة ألماتي.

## المسيرة المهنية
شارك والده كيميل توقايفيتش توقايف (1923-1986) في الحرب الوطنية العظمى، وكان كاتبا قازاقيا مشهورا. والدته – تورار شاباربايفا (1931-2000) عملت في معهد ألماطي التربوي للغات الأجنبية.
في عام 1970 التحق توقايف بمعهد موسكو الحكومي للعلاقات الدولية التابع لوزارة الخارجية السوفيتية، وفي السنة الدراسية الخامسة أوفد إلى سفارة الاتحاد السوفيتي بجمهورية الصين الشعبية في مهمة تدريبية قبل التخرج.
في عام 1975 التحق بالخدمة في وزارة الخارجية السوفيتي وتم إيفاده للعمل بسفارة الاتحاد السوفيتي في سنغافورة، وفي عام 1979 عاد إلى ديوان وزارة الخارجية السوفيتية. في عام 1983 سافر إلى الصين في مهمة لمدة 10 شهور بمعهد بكين للسانيات، وخلال عامي 1984-1985 عمل بوزارة الخارجية السوفيتية ثم أوفد إلى السفارة السوفيتية في بكين حيث عمل بها حتى عام 1991 في منصب السكرتير الثاني والسكرتير الأول ثم مستشارا، وفي عام 1991 التحق بالأكاديمية الدبلوماسية التابعة لوزارة الخارجية السوفيتية في دورات رفع كفاءة الكوادر الدبلوماسية القيادية.
في عام 1992 عين توقايف نائبا لوزير الخارجية لجمهورية كازاخستان، وفي عام 1993 أصبح النائب الأول لوزير الخارجية، وفي عام 1994 عين وزيرا للخارجية. في مارس 1999 عين نائبا لرئيس الوزراء، وفي أكتوبر 1999 وبعد موافقة البرلمان عين توقايف بموجب مرسوم رئاسي رئيسا للوزراء، وفي يناير 2002 استقال من منصبه بعد تعيينه سكرتيرا للدولة ووزيرا للخارجية، وظل يشغل منصب وزير الخارجية حتى يناير 2007 ثم انتخب رئيسا لمجلس الشيوخ لبرلمان جمهورية كازاخستان.
شغل توقايف منصب وزير الخارجية على مدى 10 سنوات (من عام 1994 حتى عام 1999، ومن عام 2002 حتى عام 2007).
خلال قيادته لوزارة الخارجية لعب توقايف دورا حيويا في مجال منع انتشار الأسلحة النووية، حيث شارك في مؤتمرات المراجعة المتعلقة بمعاهدة عدم انتشار الأسلحة النووية في عامي 1995 و 2005، وفي عام 1996 وقع على معاهدة الحظر الشامل للتجارب النووية في نيويورك، وفي عام 2005 وقع في مدينة سيميبالاتينسك على معاهدة إنشاء منطقة خالية من السلاح النووي في آسيا الوسطى.
في عام 2003 ترأس المؤتمر الدولي لوزراء الدول النامية الحبيسة، الذي شهد صياغة وإصدار بيان ألماطي للدول النامية الحبيسة.
شارك توقايف في عشر دورات للجمعية العامة للأمم المتحدة وأنتخب رئيسا لمجالس وزراء الخارجية لدول رابطة الكومنولث المستقلة ومنظمة شنغهاي للتعاون، ويحمل درجة سفير مفوض وفوق العادة.
وخلال رئاسته لمجلس الشيوخ لبرلمان كازاخستان أنتخب توقايف نائبا لرئيس الجمعية البرلمانية لمنظمة الأمن والتعاون الأوروبي.
في مارس 2011 أعلن الأمين العام لمنظمة الأمم المتحدة عن قرار تعيين توقايف نائبا للأمين العام للأمم المتحدة ومديرا عاما لمكتب منظمة الأمم المتحدة في جنيف، ومبعوثا شخصيا للأمين العام للأمم المتحدة إلى مؤتمر نزع السلاح، كما كان مسئولا عن ضمان امن موظفي الأمم المتحدة بسويسرا. في 16 أكتوبر 2013 انتخب رئيسا لمجلس الشيوخ لبرلمان جمهورية كازاخستان. يجيد التحدث باللغات الروسية والإنجليزية والصينية، ويعرف اللغة الفرنسية، متزوج ولديه ابن.
توقايف حاصل على درجة الدكتوراة في العلوم السياسية، وله 9 كتب والعديد من الدراسات حول قضايا العلاقات الدولية، وعضو عامل بالأكاديمية العالمية للعلوم الإنسانية والطبيعية وعضو مجلس «الحكماء» لمؤتمر ميونخ للأمن وبروفيسور فخري بجامعة شينجينسك الصينية وبروفيسور ودكتور فخري بالأكاديمية الدبلوماسية التابعة لوزارة الخارجية الروسية وعضو بمجلس أمنائها والرئيس الشرفي للمجلس الكازاخستاني للعلاقات الدولية. كما يشغل توقايف منصب رئيس الأمانة العامة لمؤتمر زعماء الأديان العالمية والتقليدية ومنصب العميد الفخري لمدرسة جنيف للدبلوماسية والعلاقات الدولية. تم تكريم توقايف بحصوله على عدد من الميداليات التذكارية، منها: ميدالية تيوريكولوف لوزارة الخارجية الكازاخستانية وميدالية جورتشاكوف لوزارة الخارجية الروسية وميدالية س.ن. ريريخ، كما حصل على شهادة تقدير «أكاديميكوس» من جامعة جنيف. ووفقا لإصدار رابطة السير الذاتية الروسية انضم توقايف إلى قائمة الفائزين بلقب «شخصية العام – 2018».
خلال المؤتمر البرلماني الذي عقد بأستانا في 24 نوفمبر 2014 لخص توقايف رؤيته للنظام السياسي في كازاخستان، قائلا: «رئيس قوي وبرلمان ذو مصداقية وحكومة تخضع للمحاسبة».
في ظل التعديلات المثيرة للجدل في قانون تأجير وبيع الأراضي بكازاخستان صرح توقايف خلال مداولات مجلس الشيوخ بتاريخ 29 أبريل 2016: «من الضروري ألا نقدم فقط التأكيدات بأن الأراضي الزراعية لن تباع للأجانب بل ينبغي اتخاذ اجراءات قانونية وغيرها لضمان تنفيذ هذا الوضع الهام لكي لا يحاول أحد الالتفاف حول هذا المطلب متبعا مختلف السبل الخبيثة. والأهم من ذلك، ينبغي تنفيذ مطلب رئيس الدولة حول السيادة القانونية الوطنية على الأرض والاستخدام الفعال والرشيد للأرض».
وحول موضوع انتقال اللغة القازاقية إلى الأبجدية اللاتينية صرح توقايف خلال المداولات البرلمانية المتعلقة بقضايا التعليم في 22 أكتوبر 2017: «علينا الاضطلاع بتنفيذ مهمة ذات أهمية إستراتيجية وهي الانتقال إلى الأبجدية اللاتينية، وكما صرح رئيس الدولة، يعتبر انتقال اللغة القازاقية إلى الأبجدية اللاتينية خطوة نحو الاندماج في المنظومة العالمية للعلوم والتعليم وضمان وحدتنا الروحية، ينبغي القيام بهذا العمل تدريجيا وبشكل مدروس وبدون» قفزات كبيرة«، لكن المماطلة في هذا الموضوع لا معنى لها، وملاك الأمر كله أننا لا نملك رفاهية الخطأ».
انتقد توقايف الصيغة الأولية للغة القازاقية بالأبجدية اللاتينية، حيث قال: «لم تصل اللجنة الوطنية إلى قرار نهائي بشأن الأبجدية اللاتينية، لذلك من السابق لأوانه استخدام الفواصل العليا الموجودة بعلامات الترقيم اللاتينية في الصحف أو في وسائل أخرى»، بعد هذا التصريح بدأ عمل مكثف بشأن تطبيق الأبجدية الجديدة، وبعد اعتمادها في 19 فبراير هنأ توقايف الجميع «بهذا الحدث التاريخي».
في كلمته باجتماع مجلس الشيوخ في 19 ديسمبر 2018 اقترح توقايف تشديد الملاحقة القضائية ضد تجار المخدرات وصولا إلى السجن المؤبد وحتى الإعدام لأن نشاطهم يماثل الإرهاب الذي يهدد المصالح الوطنية للبلاد.
على مدى 13 عاما شغل توقايف منصب رئيس اتحاد تنس الطاولة بكازاخستان.
حصل توقايف على العديد من جوائز الدولة لجمهورية كازاخستان وغيرها من الدول الأخرى.

## في الرئاسة

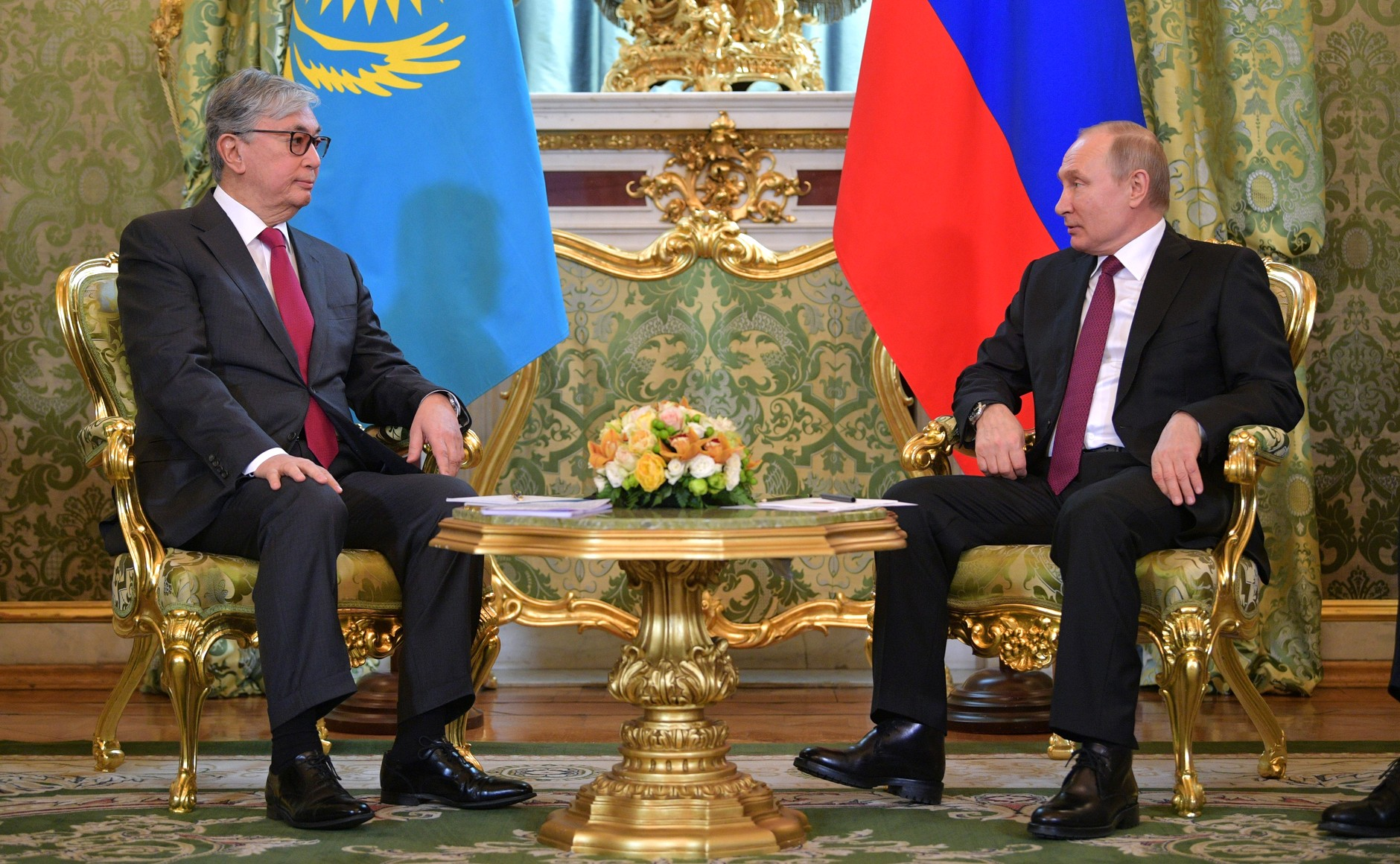
توقايف وبوتين في الكرملين ، 4 أبريل 2019

في 19 مارس 2019، أعلن الرئيس نور سلطان نزارباييف استقالته. وفقًا لدستور كازاخستان، في حالة الإنهاء المبكر للسلطات، يصبح رئيس مجلس الشيوخ رئيسًا حتى نهاية الولاية السابقة. في 20 مارس، تولى توقايف رسميًا منصبه كرئيس. بعد التنصيب مباشرة، اقترح توقايف إعادة تسمية عاصمة كازاخستان على اسم سلفه، وفي نفس اليوم وافق برلمان كازاخستان على إعادة تسمية أستانا إلى نور سلطان. كان الرئيس الروسي فلاديمير بوتين من أوائل القادة الأجانب الذين هنأوا توقايف، ودعوه لزيارة موسكو في محادثة هاتفية مشتركة معه ومع نزارباييف. كما وصفت الحكومة الصينية توقايف بأنه «صديق قديم» و «صديق جيد».
في 9 أبريل 2019، أعلن توقايف عن إجراء انتخابات مبكرة في 9 يونيو 2019. في 23 أبريل، أصبح توقايف مرشحًا للرئاسة بعد ترشيحه من قبل حزب نور أوتان. خلال الحملة، تعرض توقايف للسخرية على وسائل التواصل الاجتماعي لاستخدامه برامج التلاعب بالصور لمحو تجاعيده وذقنه المزدوجة من الصور الرسمية. تم انتخاب توقايف رئيسًا لكازاخستان في 9 يونيو بنسبة 71٪ من الأصوات الشعبية. وقد تم تهنئته من قبل رؤساء الدول الأجنبية مثل شي جين بينغ وإلهام علييف ورجب طيب أردوغان وإمام علي رحمون وسورونباي جينبيكوف.

### مُظاهرات 2022
في عام 2022، أندلعت مظاهرات في كازاخستان بسبب زيادة أسعار الغاز التي تحولت إلى أعمال شغب فوضوية، لا سيما في مدينة ألماتي، لكن قاسم جومارت توقايف رئيس البلاد أعلن عن رفضه أي تفاوض مع المحتجين متوعدا في المقابل "بالقضاء" على "المجرمين المسلحين" بعد أيام من المظاهرات الدامية. كما قال توقايف إنه منح الشرطة الضوء الأخضر لفتح النار على المتظاهرين "دون إنذار مسبق" لوضع حد لأعمال الشغب الفوضوية التي تهز البلاد، مؤكدا استعادة النظام الدستوري "في معظمه". وقال توقايف في خطاب متلفز إن تصفيتهم "ستتم قريبا"، مشيرا إلى أن ألماتي كبرى مدن البلاد تعرضت لهجوم من قبل "عشرين ألف مجرم" لديهم خطة واضحة" ويتمتعون "بمستوى عال من الاستعداد القتالي".
ووصف توقايف الدعوات إلى التفاوض مع المحتجين بـ«العبثية» لا سيما في الخارج. وقال «ما نوع المفاوضات التي يمكن أن نجريها مع مجرمين وقتلة؟ كان علينا التعامل مع مجرمين مسلحين ومدربين يجب تدميرهم وسوف يتم ذلك قريبا». ووجه توقايف شكرا حارا إلى نظيره الروسي وحليفه فلاديمير بوتين لإرساله قوات للمساعدة في إنهاء أيام من أعمال الشغب الدامية في البلاد. وقال في خطابه «أشكر خصوصًا الرئيس الروسي فلاديمير بوتين. لقد استجاب بسرعة كبيرة وقبل كل شيء بطريقة ودية لندائي».

## المواقف السياسية

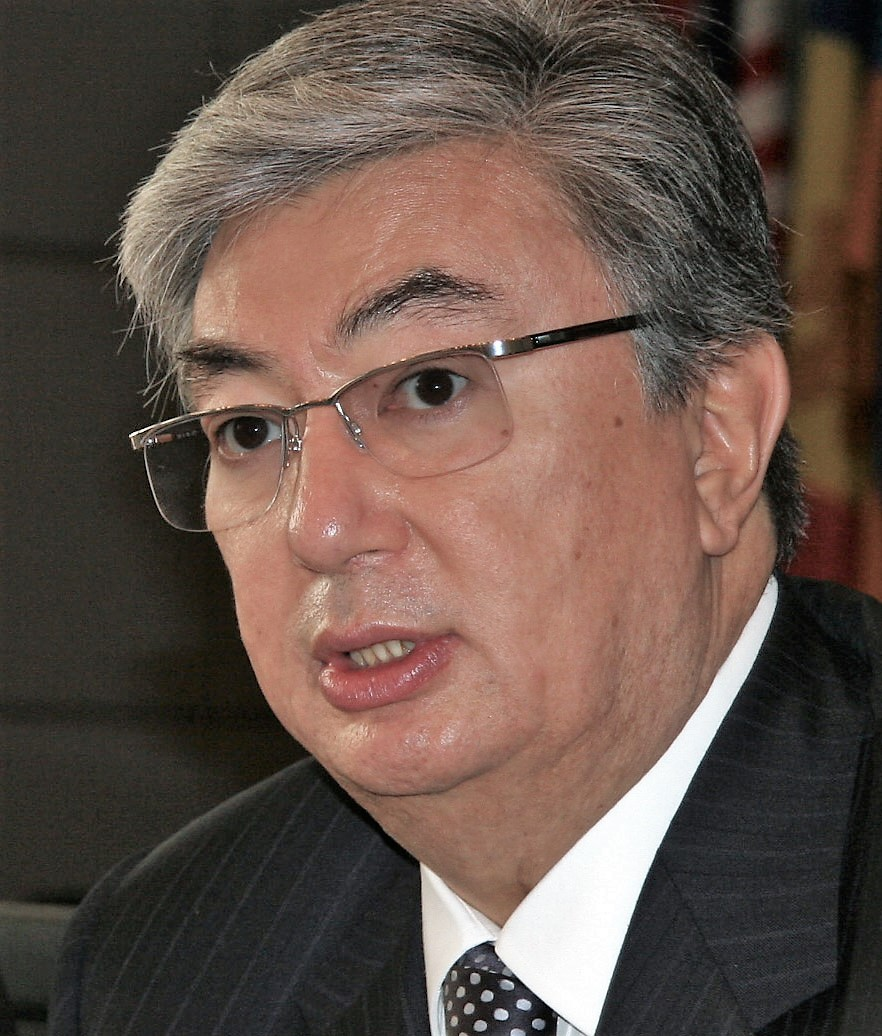
توقايف في 2006

يوصف توقايف بأنه «محافظ معتدل» يتمتع بسنوات من الخبرة السياسية محلياً ودولياً. ومع ذلك، في مقابلة مع صحيفة وول ستريت جورنال، وصف توقايف نفسه بـ «المصلح»، مؤكدًا أنه بدون إصلاحات سياسية، لن يكون هناك تقدم في الإصلاحات الاقتصادية.
وفقًا لـ The Diplomat (مجلة إخبارية دولية على الإنترنت)، وُصِف توقايف بأنه «المولود السياسي لنزارباييف»، بينما وصفه خصومه ومنتقدوه بـ «الأثاث» (بالروسية: мебель، mebel)، وهو مصطلح للسخرية صاغه لأول مرة رجل الأعمال الكازاخستاني المنفي مختار أبليازوف في عام 2019.

## السياسة الخارجية

### إسرائيل
صرحت السفيرة الإسرائيلية ليات ويكسلمان عام 2019، بأن العلاقات بين إسرائيل وكازاخستان، قوية وتتوسع في عهد الرئيس قاسم جومارت توقايف، هو الخليفة المختار بعناية لنور سلطان نزارباييف، الذي قاد البلاد لما يقرب من 30 عامًا. وقالت ويكسلمان لـ نقابة الأخبار اليهودية: «إسرائيل شريك مهم لكازاخستان في الشرق الأوسط، ونحن نعمل على تعزيز العلاقات الثنائية الوثيقة، لا سيما في أمور مثل التجارة والابتكار والتعليم والدبلوماسية العامة». وأضافت:«الجالية اليهودية والعدد المحدود من الإسرائيليين المقيمين في كازاخستان يتمتعون بحياة آمنة» و «التوترات السياسية في الشرق الأوسط لا تنعكس بأي شكل من الأشكال على هذه العلاقات الإيجابية».

## الحياة الشخصية
قاسم جومارت توقايف مُسلم مُتدين، يُذكر أنهُ خاطب منتدى العلماء المسلمين في أوراسيا الذي عقد في أستانا في مارس 2018، بضرورة قيام البلاد بـ «تنوير الإسلام» من خلال تعزيز التقاليد العلمية والثقافية في الحضارة الإسلامية. وفي أعقاب حادث إطلاق النار على ملهى ليلي للمثليين في أورلاندو 2016، وصف الحادث بأنه «مظهر آخر من مظاهر التطرف الإسلامي».
توقايف الآن مُطلّق، تزوج سابقا من ناديجدا توقاييفا، وأنجب منها ابنًا واحدًا. ابنه تيمور (مواليد 1984) رجل أعمال نفطي يقيم حاليًا في جنيف. صهره تيميرتاي إيزباستين (متزوج من أخت توقايف كارليغا إيزباستينا) هو حاليًا سفير كازاخستان في بلغاريا. يتكلم توقايف اللغة الأم الكازاخستانية، وهو أيضًا يجيد اللغة الروسية، والماندرين، والإنجليزية، ولديه معرفة بالفرنسية. كان رئيسًا لاتحاد تنس الطاولة في كازاخستان لمدة 13 عامًا.

## روابط خارجية
- قاسم جومارت توكاييف على موقع IMDb (الإنجليزية)
- قاسم جومارت توكاييف على موقع مونزينجر (الألمانية)